# Rosenhecke
Rosenhecke ist ein Ortsteil im Stadtteil Bensberg von Bergisch Gladbach.

## Geschichte
Der Siedlungsname Rosenhecke greift die frühere Gewannenbezeichnung In der Rosenhecke auf, die das Urkataster südöstlich der heutigen Kauler Straße verzeichnet. Der Name Rosenhecke hat sich aus dem mittelhochdeutschen Pflanzennamen rose (= Rosenpflanze) und dem Grundwort hegge/hecke (= Hecke/Einzäunung) gebildet und bezeichnet eine aus Sträuchern der Hecken-Rose angelegte Hecke zur Abgrenzung oder Einzäunung von Feldern.
Die Bensberger „Nachbarrolle“ wurde am 20. Oktober 1622 neu gefasst. Daraus geht hervor, dass das Gewann In der Rosenhecke zum herzoglichen Besitztum zählte und die Einwohner der Freiheit Bensberg verpflichtet waren, an der Rosenhecke den Zaun in Ordnung zu halten.
Um 1920 begann man mit dem Bau der Kleinwohnungssiedlung „Rosenhecke“ nach Plänen des Düsseldorfer Architekten Gustav August Munzer.